# Galina Piljuschenko
Galina Piljuschenko (russisch Галина Пилюшенко; * 17. Mai 1945 in Chabarowsk) ist eine ehemalige sowjetische Skilangläuferin.

## Werdegang
Piljuschenko, die für den ZSKA Moskau startete, gehörte von 1969 bei 1971 der sowjetischen Skilanglaufnationalmannschaft an. Im März 1969 siegte sie bei den Lahti Ski Games mit der Staffel. Bei den Nordischen Skiweltmeisterschaften 1970 in Vysoké Tatry gewann sie die Silbermedaille über 5 km. Zudem errang sie dort den sechsten Platz über 10 km. Im folgenden Jahr wurde sie bei den Lahti Ski Games Zweite über 10 km und erneut Erste mit der Staffel. Bei sowjetischen Meisterschaften errang sie im Jahr 1968 den dritten Platz mit der Staffel und von 1969 bis 1972 viermal in Folge den zweiten Platz mit der Staffel.